# ݮ
Ḥā petit ṭāʾ souscrit ‹ ݮ › est une lettre additionnelle de l’alphabet arabe utilisée dans l’écriture du gawar-bati et du khowar, du yidgha. Elle est composée d’un ḥā ‹ ح › diacrité d’un petit ṭāʾ souscrit ou d’un jīm ‹ ج › diacrité d’un petit ṭāʾ souscrit au lieu d’un point souscrit.

## Utilisation
En khowar, ‹ ݮ › représente une consonne affriquée rétroflexe voisée [ɖʐ], transcrite j point souscrit ‹ j̣ › avec l’alphabet latin.